# The Trotsky
Pour les articles homonymes, voir Trotski (homonymie).
Pour plus de détails, voir Fiche technique et Distribution.
The Trotsky ou Le Trotski au Québec et au Nouveau-Brunswick, est un film canadien réalisé par Jacob Tierney, sorti en salle le 14 mai 2010.

## Trame
Un étudiant de dix-sept ans, qui se nomme Leon Bronstein, se prend pour la réincarnation de Léon Trotski (dont le nom de naissance était précisément Leon Bronstein) et s'affaire à syndicaliser les élèves de son école secondaire de Montréal.

## Distribution
- Jay Baruchel (VQ : Xavier Dolan) : Leon Bronstein
- Emily Hampshire (VQ : Marika Lhoumeau) : Alexandra Leith
- Michael Murphy (VQ : Guy Nadon) : Frank McGovern
- Jessica Paré (VQ : Annie Girard) : Laura
- Jesse Rath (VQ : Nicholas Savard L'Herbier) : Dwight
- Domini Blythe (VQ : Chantal Baril) : Mme Davis
- Geneviève Bujold : Denise Archambault, la représentante de l'Académie
- Colm Feore (VQ : Lui-même) : Berkhoff, le directeur de l'école
- Anne-Marie Cadieux (VQ : Elle-même) : Anne Bronstein
- Saul Rubinek (VQ : Jacques Lavallée) : David Bronstein, le père de Leon
- Tommie-Amber Pirie (VQ : Catherine Bonneau) : Sarah Bronstein, la sœur de Leon
- Kaniehtiio Horn (VQ : Aurélie Morgane) : Caroline
- Ricky Mabe (VQ : Gabriel Lessard) : Tony
- Liane Balaban : Nadza
- Tommie-Amber Pirie (VQ : Catherine Bonneau) : Sarah
- Paul Doucet : policier
- Hélène Bourgeois Leclerc (VQ : Elle-même) : policière

Source et légende : Version québécoise (VQ) sur Doublage QC.